# キルキール男爵

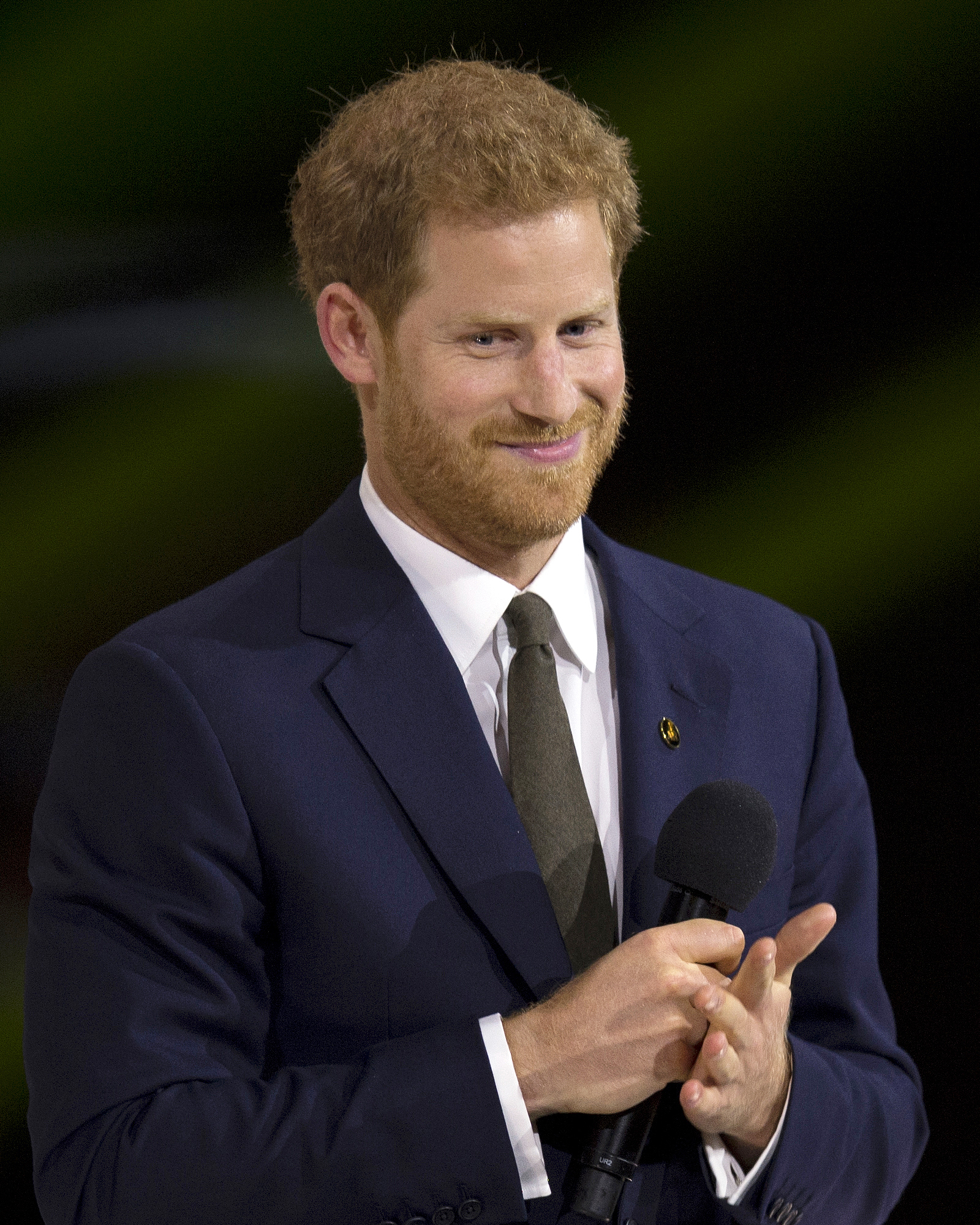
サセックス公爵ヘンリー王子。初代かつ当代のキルキール男爵。

キルキール男爵（キルキールだんしゃく、Baron Kilkeel）は、連合王国貴族の爵位の一つ。
2018年5月19日、イギリス女王エリザベス2世が、孫のヘンリー王子のメーガン・マークルとの結婚に際し、彼の従属爵位として創設した。爵位名は、北アイルランド・ダウン県の小さな漁港の町キルキールに由来する。同日に、サセックス公爵位が再興されるとともにダンバートン伯爵位も創設され、ヘンリーに叙爵された。伝統的に、イギリス王室の男性王族は、婚姻に際し少なくとも1つの爵位を与えられる。

## 歴史
2018年以前には、キルキールに関連する称号は存在しなかった。キルキール(Kilkeel)はアイルランド語のCill Chaoilに由来し、「狭い教会」を意味する。キルキールは歴史的にはモーン男爵領に属する。モーン山地の近くに位置し、大型漁船の基地として使われている。
この男爵位は、ヘンリー王子が北アイルランドにおいて称号を保持できるようにするために新たに創設された。女王とヘンリー王子との間で男爵位について個人的に議論が行われたが、授与する称号を選んだのは女王だった。

## キルキール男爵
- ヘンリー（サセックス公爵・ダンバートン伯爵・初代キルキール男爵）（2018年 - ）